# Rafe palatino
El paladar duro es la parte suprayacente a la apófisis palatina del hueso maxilar y la lámina del hueso palatino. En el 
se aprecian las siguientes estructuras :
Rafe palatino: Es la línea ligeramente elevada situada por encima de la sutura palatina.
Rugosidades palatinas: Se encuentran en la porción anterior al paladar, a ambos lados del rafe.
Papila incisiva: es una pequeña elevación entre los dos incisivos centrales y el rafe palatino.
Al igual que en el suelo de la boca, en algunos pacientes es posible observar un rodete palatino, que son unas prominencias que aparen en la zona premolar, los cuales solo son crecimientos óseos del maxilar
- Datos: Q5639638